# 東京ブルース (西田佐知子の曲)
「東京ブルース」（とうきょうブルース）は、1964年1月に発売された西田佐知子のシングルレコードである。発売元はポリドール・レコード（現：ユニバーサルミュージック）。品番：DJ-1421。

## 解説
表題曲「東京ブルース」とB面曲「サルビアの花は知っている」の両楽曲とも、「アカシアの雨がやむとき」（1960年の楽曲）の作詞・作曲を手がけた“水木かおる・藤原秀行”コンビによる。演奏は、ポリドール・オーケストラ。
当時、西田佐知子には「アカシアの雨がやむとき」が持つ退廃的なイメージが強かったが、ポピュラー調である本楽曲の大ヒットにより「美人流行歌シンガー」としての地位が揺るぎないものになった、とベスト・アルバムのライナーノーツで紹介されている。
発売された1964年は東京オリンピックが開催された年であり、名前に「東京」のつく楽曲や言葉（商品コピー等）が流行した。西田は本楽曲で同年大晦日に放送された『第15回NHK紅白歌合戦』に出場（連続4回目）したが、この第15回紅白には本楽曲を含め、題名に「東京」とつく楽曲が計4曲登場している。
累計売上はミリオンセラーを記録した。

## 収録曲
1. 東京ブルース
  - 作詞: 水木かおる、作曲・編曲: 藤原秀行
2. サルビアの花は知っている
  - 作詞: 水木かおる、作曲・編曲: 藤原秀行

## 収録作品
東京ブルース
- 西田佐知子 アカシアの雨がやむとき（1993年：POCH-1288）
- 全曲集（1994年：POCH-1437）
- 西田佐知子全曲集（1999年：POCH-1842）
- スーパー・バリュー 西田佐知子（2001年：UPCH-8010）
- GOLDEN☆BEST 西田佐知子（2003年：UICZ-6041）
- 西田佐知子 ベスト10（2005年：UPCY-9016）
- 西田佐知子 魅惑のヒット集ベリーベスト（2006年：EJS-5）
- 西田佐知子歌謡大全集（2007年：UPCY-9096/100）
- 西田佐知子 エッセンシャル・ベスト（2007年：UPCY-9137）
- 初めての街で 〜西田佐知子ベストセレクション〜（2009年：UPCY-6543）

## カバー
- 1971年藤圭子が7月5日のサンケイホールリサイタルにてカバー。（同10月5日アルバム『藤圭子リサイタル』に収録）。
- スタジオジブリの映画『おもひでぽろぽろ』（1991年の映画）の劇中において、本楽曲が使用されており、同映画のオリジナル・サウンドトラックCDにも収録された。ほか、2003年9月放送開始のNHK連続テレビ小説『てるてる家族』第133話劇中でも使用されている[4]。歌ったのはいしだあゆみ。
- 1994年には香西かおりがカバーした（アルバム『綴織百景 VOL.4 旅』に収録）。
- 1996年には舟木一夫がカバーした（アルバム『ツイン・パック 風、好きに吹け～迷夢本望～』(Disk 2)に収録）。
- 2007年にはアルバム『忘れないわ』で八反安未果がカバー、